# Muraltglooiing

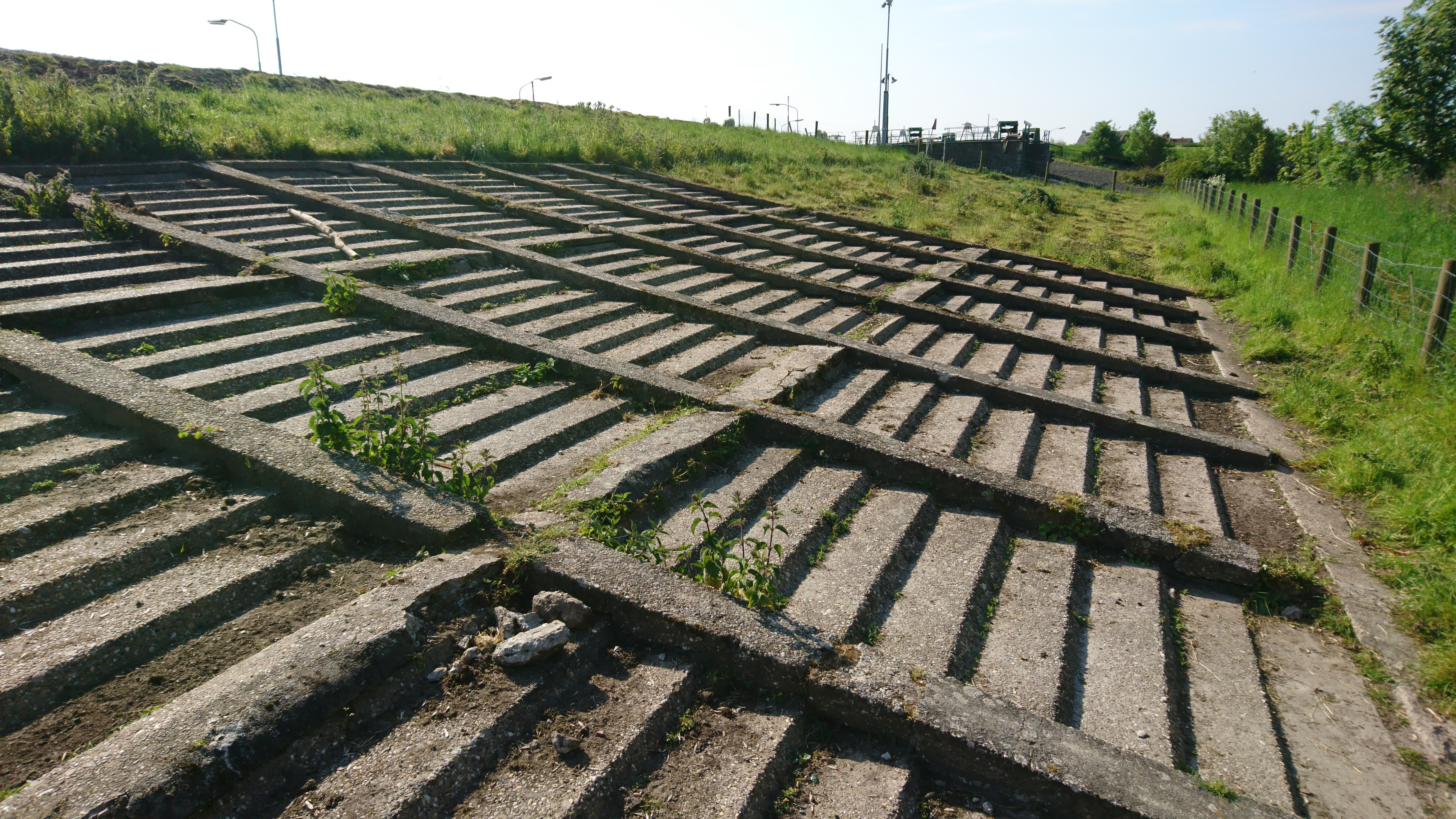
Muraltglooiing nabij Hunsingosluis in Zoutkamp

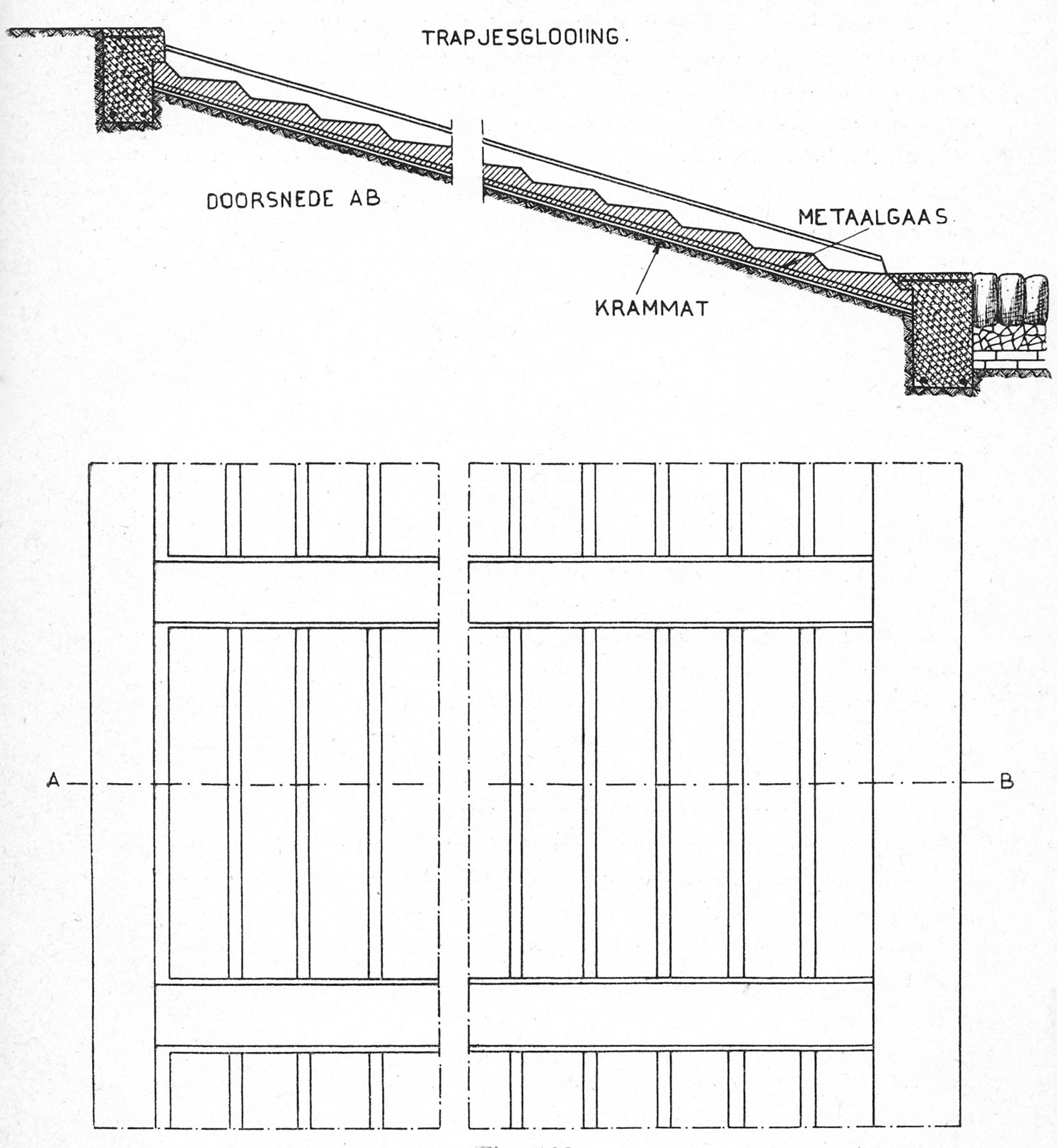
Doorsnede en aanzicht van een muraltglooiing

Een muraltglooiing of trapjesglooiing is een dijkbekleding die bestaat uit betonnen trapvormige platen op betonnen liggers. Dit type dijkbekleding wordt sinds de Tweede Wereldoorlog niet meer toegepast.

## Constructietype
Deze trapjesglooiing is een idee van ir. De Muralt, hij wordt in een publicatie van zijn hand uit 1931 uitgebreid beschreven.
Het systeem was vooral bedoeld voor zwaar door het water aangevallen dijksecties. De bedoeling van de trapvorm was dat deze de golfoploop zou verminderen. Uit later onderzoek is gebleken dat deze oploopremmende werking verwaarloosbaar is. De glooiing bestaat uit met metaalgaas gewapende platen, die tussen gewapende langs- en dwarsbalken zijn opgesloten. De platen zijn van onderen vlak en rusten op een krammat, terwijl ze aan de bovenzijde een trapvorm hebben. Het systeem is vooral in Zuid-Nederland toegepast.

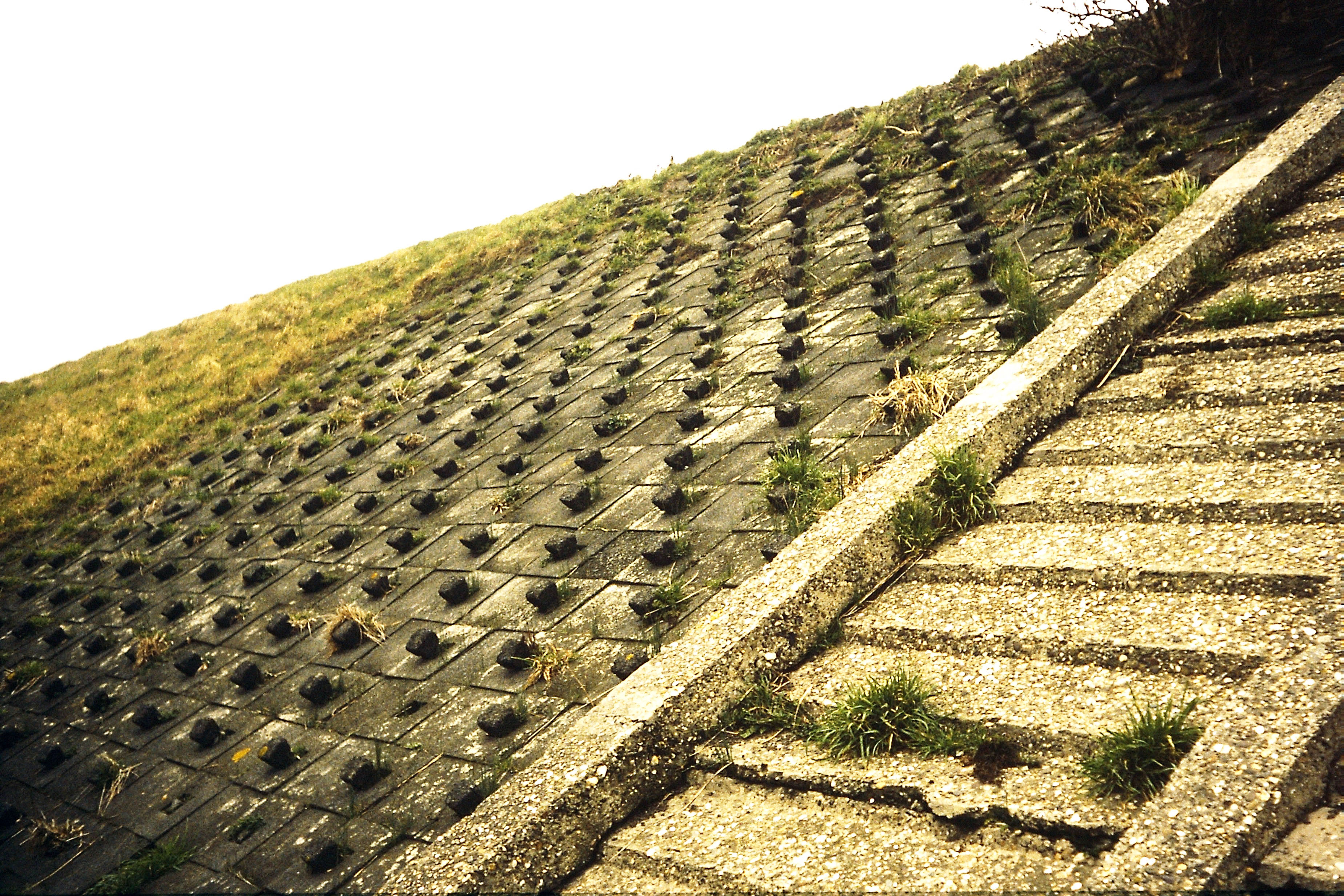
Museumglooiing, links en spijkerglooiing, rechts de muraltglooiing

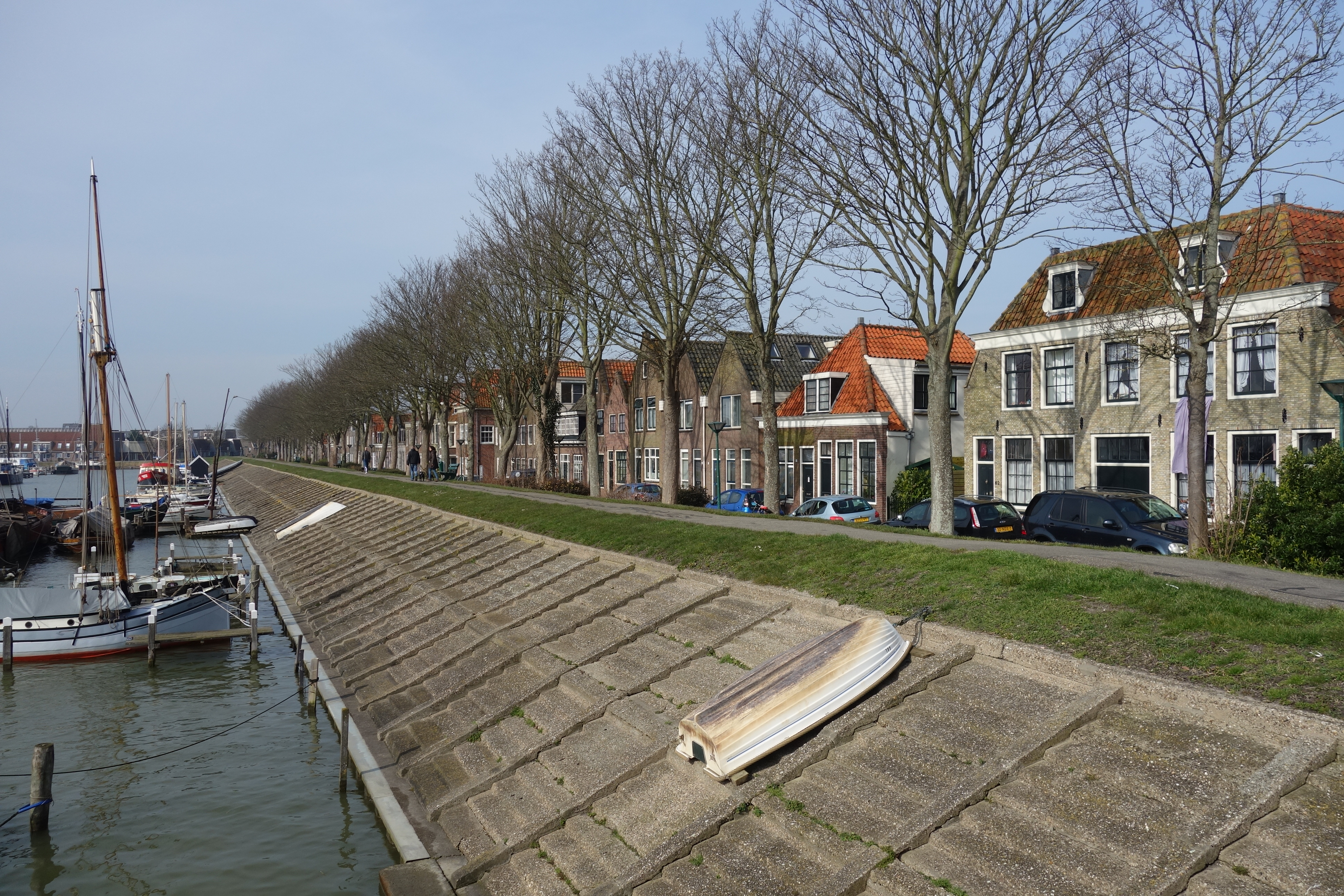
Muraltglooiing in Hoorn, Achter op ‘t Zand

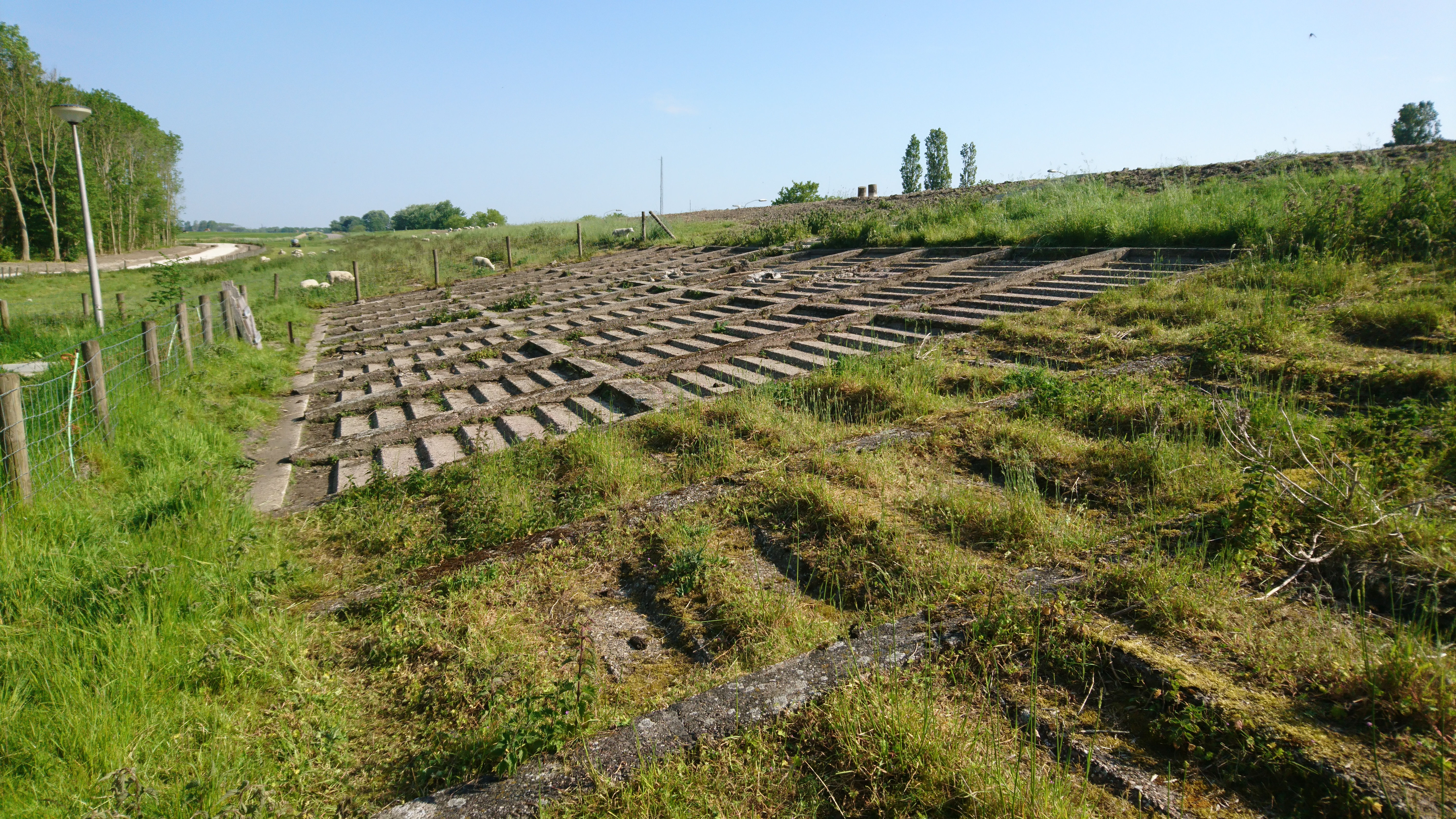
Deels schoongemaakte muraltglooiing bij de Hunsingosluis

## Problemen
Deze constructie kan de zetting van de ondergrond niet volgen, waardoor er holtes onder kunnen ontstaan. Deze holtes kunnen niet worden waargenomen en leiden bij storm tot zware schade aan de bekleding. Bovendien gaf de wapening vaak aanleiding tot corrosie, omdat vaak de betondekking en/of de betonkwaliteit niet voldoende was. Bij de Watersnoodramp van 1953 zijn veel van deze glooiingen in het deltagebied zwaar beschadigd. Bij de dijkverbetering in de jaren daarna zijn ze vervangen door glooiingen van (vaak betonnen) zetsteen. In het IJsselmeergebied zijn veel van deze glooiingen, aangelegd voor de realisering van de Afsluitdijk, gehandhaafd omdat inmiddels de waterstanden (en daarmee de golfhoogten) minder hoog waren geworden.

## Overgebleven glooiingen

### Museumglooiing Scharendijke
Bij Scharendijke is ter hoogte van Baken 10 en nabij Baken 26 aan de landzijde nog een muraltglooiing aanwezig. Deze glooiing is hier als museumglooiing aangebracht, samen met een aantal andere historische dijkbekledingssoorten.

### Rattekaai
Bij het getijhaventje Rattekaai op Schouwen-Duiveland bij de Zeelandbrug is nog een muraltglooiing, met daarboven een muraltmuur uit 1912.

### Grashaven Hoorn
In Hoorn ligt nog een muraltglooiing op de oude IJsselmeerdijk langs de Grashaven. Het dijktalud was vroeger aan de kant van de Grashaven deels met basaltblokken verhard. In 1908-1909 werd een muraltglooiing aangelegd, het was de eerste toepassing in Noord-Holland van gewapend beton als dijkversterking. Het werk werd uitgevoerd in opdracht van Waterschap Drechterland. De voor die tijd innovatieve dijkversterking heeft als zeewering dienst gedaan tot de aanleg van de Afsluitdijk in 1932..

### Hunsingosluis Zoutkamp
In Zoutkamp is ten noorden van de Hunsingosluis over een lengte van circa 300 meter een muraltglooiing aanwezig. De betonnen muraltbekleding van de vroegere zeedijk is het grootste stuk muralt dijkbekleding dat in Nederland bewaard is gebleven. Repareren is niet nodig, omdat de bekleding geen functie meer heeft. Begin 2023 is door gemeente Het Hogeland een stukje zichtbaar gemaakt bij de sluis en het is de bedoeling dat de rest als te behouden cultureel erfgoed ook toonbaar wordt.

## Erfgoed
De nog aanwezige De Muralt constructies worden als historisch erfgoed gezien. Voor de muraltglooiing aan de Grashaven te Hoorn is de status van gemeentelijk monument aangevraagd. De muraltglooiing en de muraltmuur rond het getijhaventje van Rattekaai zijn onderdeel van een rijksmonument.